# Antonio Somma

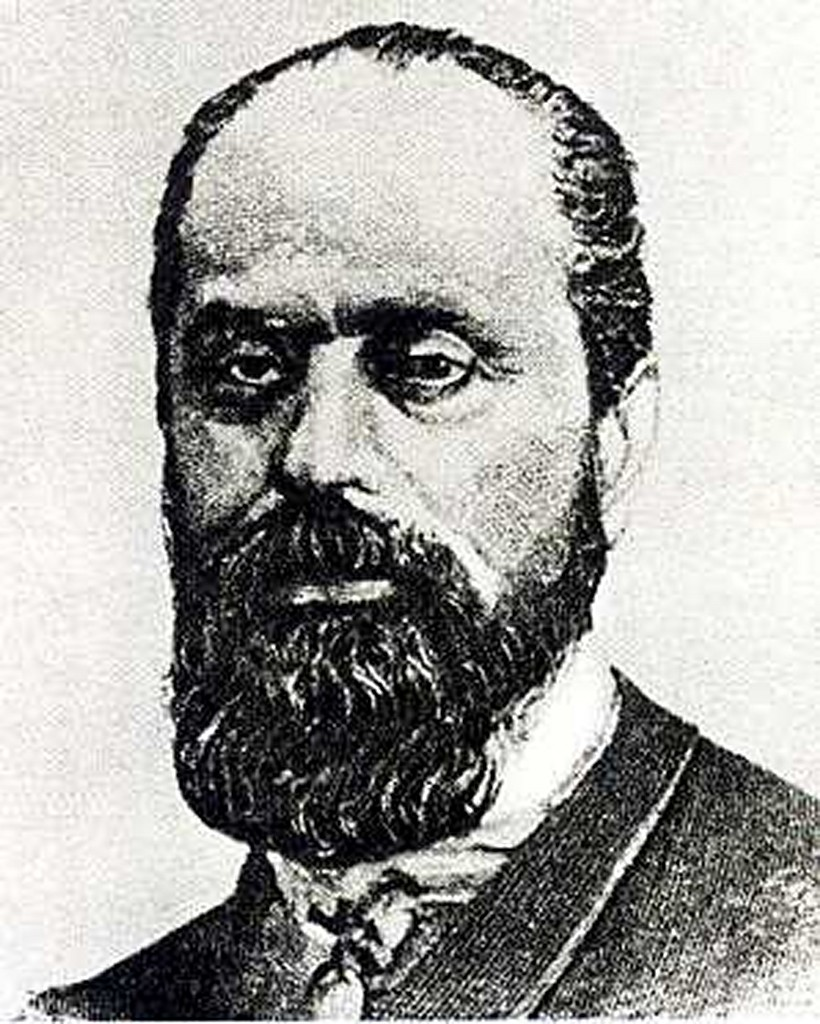
A. Somma

Antonio Somma (ur. 28 sierpnia 1809 w Udine, zm. 8 sierpnia 1864 w Wenecji) – włoski poeta, librecista i prawnik.
Miejsce w historii zapewniło mu libretto do opery Giuseppe Verdiego Bal maskowy. Somma wydawał także pismo La favilla, a w latach 1840-1847 kierował Teatrem Wielkim w Trieście. Dla Verdiego przygotował także libretto do opery Król Lear, projekt ten jednak nigdy nie doszedł do skutku.